# 豚足袋狸
豚足袋狸（Chaeropus ecaudatus）是一種細小及草食性的袋狸，分佈在澳洲內陸乾旱及半乾旱的平原。

## 特徵
豚足袋狸約有小貓的大小，外觀像兔耳袋狸，有幼長的四肢，耳朵大而且尖，尾巴很長。豚足袋狸在近看時則很奇特，前肢有兩指，指甲像蹄，有點像豬或鹿。後腳的四趾較大，趾上的爪像小馬的蹄，其他的趾都已退化。

## 棲息地
豚足袋狸棲息在多種的環境，包括林地及草原等。

## 行為
很少人可以見到活的豚足袋狸。唯一的紀錄指牠們移動得很緩慢，似是拖著後肢來走路。但原住民則指牠們日間在巢中睡覺，被騷擾時則走得很快。有指牠們是棲息在樹穴中，或會挖掘短的隧道來築巢。

## 標本
豚足袋狸的第一個標本是於1836年在維多利亞州北部近穆理河及馬蘭比吉河交界處採集的。其餘的標本是在南澳州、西澳州及北領地的乾旱郊區採集的。最後確實的標本是於1901年採集的。有指牠們在南澳州生存多了20年以上，而在西澳州則生存至1950年代。

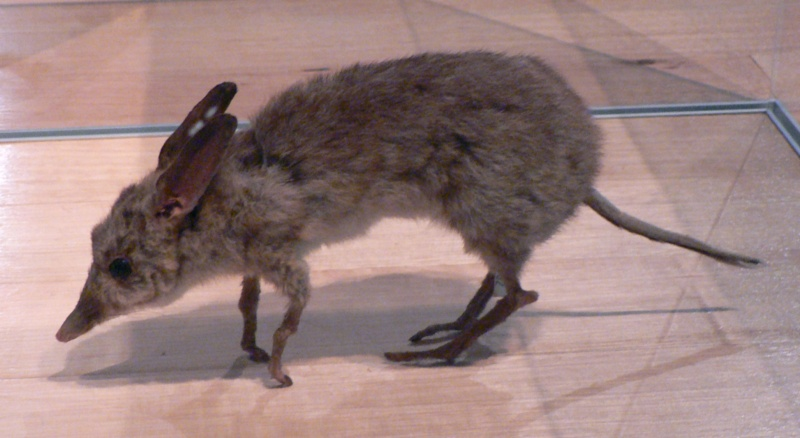
剝製的豚足袋狸標本。

## 保育狀況
豚足袋狸在歐洲殖民前已經不怎麼普遍，但於19世紀有科學紀錄時就已經大幅減少。到了20世紀初時，牠們就已經在西澳州滅絕了。牠們滅絕的原因不明。消失當時狐狸及野兔並未到達西澳州，而野貓則有可能掠食牠們。牠們最有可能的是失去棲息地而滅亡。
根據其食道及齒列結構，並標本內的食物，豚足袋狸似乎主要是草食性的。另外牠們亦喜歡吃肉，包括螞蟻及白蟻。

## 分類
豚足袋狸以往是與兔耳袋狸分類在袋狸科。但是由於牠們的外觀與普通的袋狸及兔耳袋狸相距甚遠，加上分子證據顯示牠們的不同，牠們現正分類在自己的豚足袋狸科中。